# 2008年中華民国総統選挙
2008年中華民国総統選挙（2008ねんちゅうかみんこくそうとうせんきょ、繁: 2008年中華民國總統選舉、正式名称: 第12任總統副總統選舉）は、2008年（民国97年）3月22日に中華民国（台湾）で行われた、総統、副総統（第12期）を選出する選挙である。また、選挙原則（普通、平等、直接、秘密選挙）が採用されてから4回目の選挙である。
中華民国憲法の「総統と副総統の任期は4年、再選は1度」という規定により、現職であった陳水扁（第10、11期総統）はこの選挙に立候補できない。

## 概要
2000年総統選挙で、史上初の政権交代を実現した民進党の陳水扁政権だが、この選挙では閣僚や高官の汚職事件が相次いだことに対する不満が現れたものと評価され、史上2回目の政権交代となった。

## 選挙制度
総統候補は副総統候補とペアで出馬し、比較多数の候補ペアを当選者とする。
選挙権は、自由地区（台湾地区）に6ヶ月以上在住する20歳以上の中華民国国民に与えられ、在外住民も選挙権を有する。
被選挙権は、自由地区に6か月以上在住し、中華民国国民として15年以上経過した40歳以上が被選挙人として登録できる。ただし、中華民国国籍を回復、帰化した者、大陸地区（中華人民共和国や香港、マカオ）から移住してきた国民は被選挙人として登録できない。
立候補にあたって政党（直近の国政選挙で5％以上の得票）からの推薦を得るか、複数の政党による推薦（推薦政党の直近国政選挙の得票数合計が5%以上）が必要である。
無所属で立候補する場合は被署名推薦と呼ばれ、直近立法院選挙有権者の1.5％の署名を中央選挙委員会に提出する必要があり、署名の結果をもって、立候補資格を得ることが可能となる。

## 候補者
| 泛緑連盟            | 泛緑連盟            | 泛藍連盟            | 泛藍連盟            |
| 民主進歩党          | 民主進歩党          | 中国国民党          | 中国国民党          |
| 総統候補            | 副総統候補          | 総統候補            | 副総統候補          |
| 謝長廷              | 蘇貞昌              | 馬英九              | 蕭万長              |
|                     |                     |                     |                     |
| 元行政院長 元党主席 | 元行政院長 元党主席 | 元台北市長 元党主席 | 元行政院長 元党主席 |

謝候補への投票者は投票用紙に 1 を、馬候補への投票者は投票用紙に 2 を記入する記名式投票である。

### 民主進歩党
国民党の馬英九主席の出馬表明を受けて、民進党の中央常務委員会は2007年2月14日、総統選挙の告示を3月1日に行うことを決定した。当初の予備選挙のスケジュールは、
- 3月5日～9日:立候補受付
- 5月6日:党員投票
- 5月7日～28日:世論調査
- 5月30日:候補者決定

というものだった。
党内で最初に出馬を表明したのは元中華民国の首相#行政院長行政院長の謝長廷で、2月16日に早々と出馬表明を行った。さらに、2月22日には党主席の游錫堃、25日には行政院長の蘇貞昌が相次いで出馬宣言を行った。3月6日になって呂秀蓮副総統が出馬を表明するとともに、予備選挙立候補手続きを行った。すでに出馬を表明していた3人はそれぞれ8日に手続きを行い、民進党の「四天王（四大天王）」と呼ばれる4人で選挙戦を争う構図となった。
台湾社による討論会（呂は不参加）や、党主催による3回のテレビ討論会を経て、5月6日に党員投票が行われた。投票率は56.11％だった。
| 順位 | 名前   | 得票   | 得票率  |
| 1    | 謝長廷 | 62,851 | 44.66％ |
| 2    | 蘇貞昌 | 46,997 | 33.40％ |
| 3    | 游錫堃 | 22,213 | 15.78％ |
| 4    | 呂秀蓮 | 8,668  | 6.16％  |

党員投票の結果、謝長廷が他の候補を大きく引き離して勝利した。次点の蘇貞昌との差は1万6000票近くもあり、また事前の各種世論調査でも謝長廷のリードが伝えられていたこともあったことから、蘇貞昌と游錫堃はその日のうちに予備選挙からの撤退を表明。呂秀蓮は当初こそ選挙戦を続けると表明していたが、翌日に予備選挙撤退と謝長廷支持を表明した。3人の候補者が予備選挙の辞退を宣言したことにより、世論調査を行わずに予備選挙を終了することとなった。5月30日、正式に謝長廷が民進党の候補者として決定された。
謝長廷が副総統候補として誰を指名するかについて、蘇貞昌や葉菊蘭元行政院副院長の名前が挙がっていたが、8月15日に蘇貞昌を副総統候補に指名した。

### 中国国民党
2005年7月に行われた党主席選挙では馬英九が王金平立法院長に20万票以上の大差をつけるなど、以前から馬英九が国民党の候補者に選ばれる空気が出来上がりつつあった。しかし2006年後半から取り沙汰された台北市長時代の特別支出費に関する横領疑惑で状況が一変する。2007年2月に馬英九が起訴されると、2月13日に中央常務委員会を開き、起訴された段階で党員としての権利が停止され一審で有罪となれば除名されるという「排黒条款」について、党章（党規約）に抵触するとして無効とする見解を示した。しかしこのことが反って馬英九を総統選挙の候補者にするためのものだという批判を呼んだ。
国民党の予備選挙には馬英九の他に高雄師範大学の雷僑雲教授が出馬を表明したが、雷僑雲は予備選挙への登録に必要な署名を集めることができなかった。また、出馬が有力視されていた王金平も立候補の表明を行わなかった。このため、予備選挙への登録を行えたのは馬英九1人人という状況になり、国民党は5月2日、中央常務委員会において馬英九を総統選挙の候補者とすることを正式に決定した。
総統選挙には副総統候補とコンビで立候補することになるが、馬英九は副総統候補の人選に苦労することになる。当初、副総統候補を王金平と考えていたが、互いの意見が一致せず、両者の話し合いは5月31日に決裂する。6月23日、副総統候補として蕭万長元行政院長が最終的に選ばれた。

### 無所属ほか
立候補にあたっては、2004年の総統選挙あるいは2008年の立法委員選挙で5%を超える票を得た政党（上記の2政党のほか、親民党が該当）が総統・副総統候補を推薦できるほか、その他の小政党・無所属の者も一定数の署名があれば候補者になれる。これに基づき、客家党の林金英と宋楚瑜（親民党の宋楚瑜とは同姓同名の別人）、大道慈悲済世党の王崇任と趙連出、無所属の蕭陽義と張振徳が立候補を目指したが期日までに規定の署名が集まらず、民主進歩党と中国国民党の2党の候補者による直接対決となった。
この他、署名による立候補届出の動きを行わなかったものの、立候補の意向を示したことがある人物として、黄越綏、柯賜海、蔡勝文、陳源奇、洪熙寧、張俊宏がいた。

## 立法委員選挙
総統選挙の前哨戦として2008年1月に立法委員選挙が行われた結果、国民党が立法院の定数の3分の2を超す81議席を獲得し大勝した。これにより、国民党は単独で総統を罷免できる権限を手に入れた。さらに親民党や無所属議員等と協力すれば、憲法改正も可能となる。
一方の民進党は27議席しか獲得できず、惨敗した。民進党と同じ泛緑陣営に属する台湾団結連盟に至っては、候補者が全員落選して議席を獲得できなかった。

## 争点
中国（大陸地区）との統一共同市場の設立を行うべきか否か。馬候補は行うべきだとしているが謝候補は認めるべきではないとしている。李登輝は国の独立を守るためにも認めるべきではないとして、3月20日に謝候補への投票を表明した。
大陸地区で取得した学歴や資格を台湾でも認めるか否かという点は、馬候補は認めるとしているが謝候補は失業者が増えるとして認めるべきではないとしている。

### 謝長廷候補の主張した政治姿勢

#### 政治路線
法哲学を専攻したことから、哲学的思考に立脚した政治路線や原則を打ち出してきた。また内心では強固な台湾主体性哲学を持ちつつも、国民党や中国など民進党が伝統的に対立してきた勢力とも「和解と共生」を打ち出し、対話を求めるスタンスで、「現実的な理想主義者」ともいわれる。

#### 基本哲学

##### 六つの基本政策理念
- 一つの国家：台湾は一つの主権が独立し、社会が共生する国家
- 二大原則：主体性（独自性）と開放性の両立
- 黄金の三角：経済発展、社会正義、生態環境の三つを共に実現
- 四つの優先：台湾優先、環境優先、文化優先、弱者優先
- 台湾維新 五つの方向性：価値維新、文化維新、教育維新、経済維新、政治維新
- 六星計画：台湾を6大地域（北北基、桃竹苗、中彰投、雲嘉南、高高屏、宜花東）に分けて、それぞれが相互に計画を立てて競争することで台湾全体の競争力を高める

###### 台湾維新
日本が明治維新によって開国し近代化したことにならって、戦後中華民国政府の支配によって内向きで閉鎖的な傾向が出てきた台湾を開放し、多元的で寛容な開かれた海洋国家として建設しようというスローガンおよび目標。

##### 幸福経済
準先進国レベルで、グローバル経済の真っ只中にある台湾は、単にGDPなどマクロ指標の高さを目標にするのではなく、国民の生活の質、満足度、幸福度の向上を目標とすべきだという主張。

##### 台湾運命共同体
「台湾運命共同体」とは、エスニックグループの違いを乗り越えて、台湾住民の運命は一つだという考え方で、謝長廷が1987年に打ち出し、現在台湾社会では共通認識になっている。次の三つの次元からなる： 
1. 政治的に、台湾の2300万人は中国の脅威と圧力を受けているという運命を共にしている。
2. 経済について、短期的な利益を考えるのではなく、生態・環境・司法・法治・教育制度に配慮した発展を目指す。
3. 社会的弱者に対する思いやりと関心を持ち、適切な制度を作っていくこと。それによって社会を安定させる基盤づくりができ、台湾の一体性が強まる。

##### 和解と共生
2005年行政院長に就任した際、激しい政党対立の緩和が国民から要請されていた。そこで、異なる立場や思想を持った集団とも敵対ではなく、和解と共生が必要だと主張した。自著では、共生とは単なる共存ではなく、積極的に異なるものどうしが交わり、対話する状態を指すと説明している。具体的には、陳水扁政権になってから敵対状態が続いてきた国民党との対話と協力であり、国内の不毛な対立を止揚してこそ国際的に困難な状況を克服できると主張する。また台湾にとって最大の脅威である中国とも恒久平和を目標に対話を打ち出した。

##### 主体性と開放性
台湾の内政改革や対中国政策に関する原則。台湾は改革と建設、対中交流を進めるべきであるが、それは台湾の主体性を基盤にするとともに、かたくなに殻に閉じこもるのではなく、海洋国家としての特性を生かして、異なる他者への寛容と開放性を 持ち合わせなければならないという主張。台湾の主体性を守ってこそ、中国を 含めた諸外国との国際協力が可能であり、それこそが台湾の生存発展によって最高の条件を生み出す。

##### 黄金の三角
すでに準先進国レベルにある台湾がさらに発展する（経済繁栄）には、生態環境を犠牲にしない持続的発展（環境保護）、経済的な財を適切に配分できる社会政策（社会正義）とのバランスと均衡発展が必要だという考え。

##### 四つの優先
1989年に打ち出された原則。「台湾優先、文化優先、環境優先、弱者優先」を指す。

##### コミュニティ主義
コミュニティとは公共管理の最小単位であり、民主主義が永続的に運営されるための基本でもある。台湾のエスニシティ対立、党派間の対立の問題は、健全なコミュニティをボトムアップで作っていくことで、解消されるという意味である。

##### 愛と信頼
高雄市長となってから打ち出された理念。激しい政党対立が展開される台湾社会では、人間間の信頼関係が徐々に失われつつある一方で、盲導犬と人との関係には愛と信頼が存在していることを発見、ここに信頼回復の鍵があると考えた。

#### 外交・両岸政策
台湾にとって伝統的な友好国である日本とアメリカとの信頼関係の発展と強化を目指し、中国とも対話を進める現実穏健路線。日米を軸に、韓国、欧州、国交があるアフリカ・中南米・太平洋諸国との関係発展も重視している。

### 馬英九候補の主張した政治姿勢

#### 台湾を愛する12の建設
12項目の優先公共事業を設け政府支出を増加させ、経済成長を促進する。

##### 五つの基本理念
- 区域均衡発展：各区域発展につながる空港都市等の大規模開発計画
- イノベーションのための基礎環境建設：科学技術の発展と技術者の育成
- 都市の再生：各都市の活性化と地域間格差の是正
- 知的資本の蓄積：教育・文化産業・IT産業の振興
- 永続発展の重視：造林・治水建設・下水道整備・交通整備を中心とした環境保護基礎工事の推進

##### 五つの効果と利益
- 台湾経済の活性化
- 民間投資の促進
- 国民所得と雇用の増加
- 国民生活の向上
- 所得格差の是正

##### 執行の説明
- 予算配合：予算の割り当ての支持を立法院から受け、政策実現のために地方政府と協力する。また、地域間格差の是正のために中南部・東部に多くの予算を配分する。
- 国土計画と関連する法律の改正：国土利用の枠組みと土地関連法の改革を推進する。
- 健全な制度：公共事業の透明性と公正性を確保。
- 執行力の展開：政策を実現させる能力があることの強調。

#### 産業再建345
- 3大主軸：イノベーション・新興産業・規制緩和
- 4兆台湾回帰：国民が外国に貯蓄している約4兆元を国内の投資に向かわせる
- 5万就業：5万個の就業機会を創出

#### 貿易政策
各国との自由貿易協定（FTA）・包括的経済提携協定（CECA）を推進し、国際通貨基金（IMF）・世界銀行（WB）・経済協力開発機構（OECD）の活動に積極的に参加する。

#### 両岸政策
両岸政策は「独立せず・統一せず・武力行使せず」の「三つのノー」を掲げた。また中国とは「九二共識」に基づいて協議する。そして中国との「両岸共同市場」構想を推進し、中国との融和を目指すとともに台湾経済を活性化させる。

## 選挙結果

### 全国集計
| 県市別投票結果 |

| 郷鎮市区別投票結果 |

| 候補者                                           | 候補者             | 候補者             | 所属政党           | 得票数     | 得票率  | 得票率                                          |
| 総統                                             | 総統               | 副総統             | 所属政党           | 得票数     | 得票率  | 得票率                                          |
|                                                  | 馬英九             | 蕭万長             | 中国国民党         | 7,659,014  | 58.45％ | 馬英九・蕭万長 (58.45%) 謝長廷・蘇貞昌 (41.55%) |
|                                                  | 謝長廷             | 蘇貞昌             | 民主進歩党         | 5,444,949  | 41.55％ | 馬英九・蕭万長 (58.45%) 謝長廷・蘇貞昌 (41.55%) |
| 有効票数（有効率）                               | 有効票数（有効率） | 有効票数（有効率） | 有効票数（有効率） | 13,103,963 | 99.11%  | 馬英九・蕭万長 (58.45%) 謝長廷・蘇貞昌 (41.55%) |
| 無効票数（無効率）                               | 無効票数（無効率） | 無効票数（無効率） | 無効票数（無効率） | 117,646    | 0.89%   | 馬英九・蕭万長 (58.45%) 謝長廷・蘇貞昌 (41.55%) |
| 投票者数（投票率）                               | 投票者数（投票率） | 投票者数（投票率） | 投票者数（投票率） | 13,221,609 | 76.33%  | 馬英九・蕭万長 (58.45%) 謝長廷・蘇貞昌 (41.55%) |
| 棄権者数（棄権率）                               | 棄権者数（棄権率） | 棄権者数（棄権率） | 棄権者数（棄権率） | 4,100,013  | 23.67%  | 馬英九・蕭万長 (58.45%) 謝長廷・蘇貞昌 (41.55%) |
| 有権者数                                         | 有権者数           | 有権者数           | 有権者数           | 17,321,622 | 100.0%  | 馬英九・蕭万長 (58.45%) 謝長廷・蘇貞昌 (41.55%) |
| 出典：中央選挙管理会 選挙資料庫 （繁体字中国語） |                    |                    |                    |            |         |                                                 |

中国国民党の馬英九が得票率58.45%と、対立候補に大差をつけて当選した。この得票率は、現在に至るまでの国民党の最高記録となっている。民主進歩党の謝長廷は得票率41.55%と、8年前の水準に再び戻ることとなった。投票率は前回選挙（80.28％）を下回った。

### 県市別
| 県市                                             | 有権者数  | 謝長廷、蘇貞昌 | 謝長廷、蘇貞昌 | 馬英九、蕭万長 | 馬英九、蕭万長 | 無効票 | 投票率 | 次点との得票差 |
| 県市                                             | 有権者数  | 得票数         | 得票率         | 得票数         | 得票率         | 無効票 | 投票率 | 次点との得票差 |
| ------------------------------------------------ | --------- | -------------- | -------------- | -------------- | -------------- | ------ | ------ | -------------- |
| 台北市                                           | 2,042,805 | 593,256        | 36.97%         | 1,011,546      | 63.03%         | 12,807 | 79.19% | 418,290        |
| 台北県                                           | 2,878,477 | 866,915        | 38.94%         | 1,359,419      | 61.06%         | 21,169 | 78.08% | 492,504        |
| 基隆市                                           | 297,794   | 72,562         | 32.27%         | 152,327        | 67.73%         | 1,701  | 76.09% | 79,765         |
| 宜蘭県                                           | 346,921   | 123,700        | 48.58%         | 130,951        | 51.42%         | 1,991  | 73.98% | 7,251          |
| 桃園県                                           | 1,396,390 | 379,416        | 35.36%         | 693,602        | 64.64%         | 10,330 | 77.58% | 314,186        |
| 新竹県                                           | 358,433   | 73,178         | 25.98%         | 208,445        | 74.02%         | 2,723  | 79.33% | 135,267        |
| 新竹市                                           | 289,862   | 79,634         | 35.30%         | 145,930        | 64.70%         | 2,036  | 78.52% | 66,296         |
| 苗栗県                                           | 420,176   | 92,795         | 29.01%         | 227,069        | 70.99%         | 2,974  | 76.83% | 134,274        |
| 台中県                                           | 1,135,237 | 353,706        | 41.16%         | 505,698        | 58.84%         | 8,761  | 76.47% | 151,992        |
| 台中市                                           | 769,926   | 226,751        | 38.26%         | 365,979        | 61.74%         | 5,836  | 77.74% | 139,228        |
| 彰化県                                           | 981,262   | 309,134        | 42.41%         | 419,700        | 57.59%         | 7,558  | 75.05% | 110,566        |
| 南投県                                           | 404,968   | 109,955        | 37.97%         | 179,630        | 62.03%         | 2,467  | 72.12% | 69,675         |
| 雲林県                                           | 557,704   | 199,558        | 51.53%         | 187,705        | 48.47%         | 3,451  | 70.06% | -11,853        |
| 嘉義県                                           | 427,808   | 166,833        | 54.44%         | 139,603        | 45.56%         | 2,936  | 72.32% | -27,230        |
| 嘉義市                                           | 200,834   | 72,442         | 47.61%         | 79,713         | 52.39%         | 1,154  | 76.34% | 7,271          |
| 台南県                                           | 854,240   | 354,409        | 56.15%         | 276,751        | 43.85%         | 5,614  | 74.54% | -77,658        |
| 台南市                                           | 578,159   | 216,815        | 49.29%         | 223,034        | 50.71%         | 3,843  | 76.74% | 6,219          |
| 高雄市                                           | 1,163,546 | 440,367        | 48.41%         | 469,252        | 51.59%         | 7,112  | 78.79% | 28,885         |
| 高雄県                                           | 953,610   | 373,900        | 51.41%         | 353,333        | 48.59%         | 5,859  | 76.88% | -20,567        |
| 屏東県                                           | 679,205   | 249,795        | 50.25%         | 247,305        | 49.75%         | 3,823  | 73.75% | -2,490         |
| 台東県                                           | 177,843   | 29,714         | 26.68%         | 81,668         | 73.32%         | 977    | 63.18% | 51,954         |
| 花蓮県                                           | 260,820   | 40,003         | 22.52%         | 137,604        | 77.48%         | 1,970  | 68.85% | 97,601         |
| 澎湖県                                           | 72,170    | 18,181         | 42.07%         | 25,037         | 57.93%         | 363    | 60.39% | 6,856          |
| 金門県                                           | 65,572    | 1,710          | 4.87%          | 33,384         | 95.13%         | 172    | 53.78% | 31,674         |
| 連江県                                           | 7,860     | 220            | 4.84%          | 4,329          | 95.16%         | 19     | 58.12% | 4,109          |
| 出典：中央選挙管理会 選挙資料庫 （繁体字中国語） |           |                |                |                |                |        |        |                |

前回選挙と比べ、両陣営の勢力は台湾中部で大きく変化することとなった。
中国国民党の馬英九は、全25県市中20県市で謝長廷をリードする圧勝を果たした。地盤である6県で得票率70%以上を獲得、特に金門県・連江県では95%以上を記録した。また台北県・市、桃園県、台中市といった都市部だけでなく、基隆市・新竹市、南投県といった地方部でも60%以上を獲得、台湾のスイング・ステートである彰化県のほか台中県、澎湖県でもリードし、大差で当選を果たした。
民主進歩党の謝長廷は、地盤である9県市のうち宜蘭県、嘉義市、台南市、高雄市の4県市で優勢を失う惨敗を喫した。なお、現在の範囲の高雄市での得票率は49.75%（馬英九は50.25%）で、2000年から現在に至るまで、県と市を合計しても南部地盤を落とした唯一の事例となっている。

## 国民投票
総統選挙に併せて2件の国民投票も行われた。2件の国民投票は、国際連合あるいは国連を含めた国際組織への加盟に関するものであったが、いずれも投票率が50％に満たず否決された。

### 国民投票案
国民投票に付されたのは、以下の2案である。民主進歩党の游錫堃元党主席を代表として提案された「台湾名義による国連新規加盟」（第5案）と、中国国民党の副総統候補者であった蕭万長が提案した「中華民国またはその他尊厳ある名称による国連復帰」（第6案）である。これらは、1971年に国連総会採択された国際連合総会決議2758によって中華民国が国際連合における「中国」の代表権を失い、後に国連を脱退したことに起因している。1990年代以降、中華民国政府は「中華民国」あるいは「台湾」の名称で国連への加盟を申請していたが、いずれも受理されなかった。
台湾名義による国連新規加盟（第5案）1971年に中華人民共和国が中華民国に代わって国連に加盟し、台湾は国際社会の孤児となりました。台湾の国民意志を強烈に表明し、台湾の国際社会での地位および参加を高めるため、政府が『台湾』の名義で国連に加盟することに同意しますか？
中華民国またはその他尊厳ある名称による国連復帰（第6案）わが国の国連への復帰およびその他国際組織の加盟申請の際、実務的、弾力的な戦術で、中華民国名義または台湾名義、あるいはその他の参加可能かつ尊厳ある名称で、国連の復帰およびその他国際組織の加盟を申請することに同意しますか？
中華人民共和国は特に新規加盟案を「台湾独立に繋がるもの」と警戒し、アメリカやロシアなどを含む多くの国が反対を唱えた。新規加盟案を支持したのは、中華民国と国交のある国々にとどまった。日本の対応としては、2007年12月28日に中国を訪問した福田康夫内閣総理大臣が温家宝国務院総理との会談の中で、「台湾の公民投票をめぐって両岸に緊張が高まるようなことは望んでおらず、また、これが一方的な現状変更につながっていくのであれば、支持できない」と述べ、明確な反対を避けている。
国民党の呉伯雄主席は2008年3月12日、公民投票に対する国民党の立場を発表し、「新規加盟案の投票をボイコットする」「復帰案への投票を支持する」「両方をボイコットする者に対しては、その意思を理解し十分尊重する」「立法院での決議案通過を支持する」という4点を発表した。また、公民投票の実施は、総統選挙を有利に進めようとするものだとして陳水扁総統を批判した。一方民進党は、公民投票が否決されれば「台湾はいかなる形であれ国連に加盟する意思を持たない」というメッセージを発信することにつながると考え、投票を呼びかけた。

### 投票結果
|                      | 同意      | 得票率  | 不同意  | 得票率  | 無効票  | 投票率  | 結果 |
| -------------------- | --------- | ------- | ------- | ------- | ------- | ------- | ---- |
| 新規加盟案 （第5案） | 5,529,230 | 94.01％ | 352,359 | 5.99％  | 320,088 | 35.82％ | 否決 |
| 復帰案 （第6案）     | 4,962,309 | 87.27％ | 724,060 | 12.73％ | 500,749 | 35.74％ | 否決 |

3月22日の総統選挙と同時に投開票が行われ、2案とも投票率が過半数に達せずに否決される結果となった。
この結果について行政院新聞局は、両案とも有権者の過半数（約866万人）が投票した場合に必要な同意票数（約433万票）を超える同意票が投じられているとして、不成立となったのは国連加盟の名義および方法に異なった意見があったためであり、国連加盟の意思は示されているという内容の声明を発表した。
一方中国では、「台湾独立を目論んだ策略が失敗に終わった」と報じられている。